# Chanat-la-Mouteyre
Chanat-la-Mouteyre è un comune francese di 988 abitanti situato nel dipartimento del Puy-de-Dôme nella regione dell'Alvernia-Rodano-Alpi.

## Società

### Evoluzione demografica
Abitanti censiti